# Samuel Provoost
Pour les articles homonymes, voir Provoost.
Samuel Provoost (1742-1815) est un évêque épiscopalien américain.
Il fut un whig, défendant l'indépendance des colonies américaines pendant la guerre d'Indépendance.En 1787, il fut consacré évêque du diocèse de New York à Londres, après qu'une réforme du parlement britannique eut rendu possible la consécration des évêques étrangers sans allégeance à la Couronne britannique.
Il s'opposa à la reconnaissance de la validité de la consécration de Samuel Seabury, premier évêque épiscopalien, consacré par des évêques non-jureurs de l'église écossaise. Le 25 avril 1789, il est nommé Aumônier du Sénat des États-Unis.